# Arietta Adams
Arietta Adams (Shelby, Carolina del Norte; 29 de marzo de 2000) es una actriz pornográfica y modelo erótica estadounidense.

## Biografía
Natural de Shelby, un pequeño pueblo ubicado en el condado de Cleveland, en el estado de Carolina del Norte, se crio en Lakeland (Florida), donde tomó cursos universitarios en los últimos dos años de la educación secundaria. Entró en la industria pornográfica como "una decisión espontánea", interesada en poder realizar algunas escenas. Debutó como tal en verano de 2018, con 18 años cumplidos, grabando su primera escena para Facial Abuse.
Como actriz ha grabado para estudios como Evil Angel, Hard X, Hustler Video, Brazzers, Cherry Pimps, Bangbros, Mile High, Tushy, Pure Taboo, Girlfriends Films, Reality Kings, Mofos, Devil's Film, Girlsway, 3rd Degree o Jules Jordan Video, entre otros.
En 2020 consiguió su primera nominación en los Premios AVN en la categoría de los fanes a la Debutante más caliente. Ese mismo año grabó para el estudio True Anal, con Mike Adriano, su primera escena de sexo anal en True Anal Training 4.
Hasta la actualidad ha rodado más de 270 películas como actriz.
Algunos trabajos suyos son Anal Newbies 10, Black and Ginger 3, Crushing the Competition, Ginger Patch 7, Her First Monster BBC, Lesbian Anal Asses 4, Nympho 3, Share My Boyfriend 18, Swallowed 33 o Tushy Raw V12.

## Premios y nominaciones
| Año  | Ceremonia                   | Resultado | Premio                             | Trabajo |
| ---- | --------------------------- | --------- | ---------------------------------- | ------- |
| 2020 | Premios AVN                 | Nominada  | Premio fan: Debutante más caliente | —       |
| 2020 | Spank Bank Awards           | Nominada  | Areola of the Gods                 | —       |
| 2020 | Spank Bank Awards           | Nominada  | Excellence in Muff Maintenance     | —       |
| 2020 | Spank Bank Awards           | Ganadora  | Facial Cum Target of the Year      | —       |
| 2020 | Spank Bank Awards           | Nominada  | Newcummer of the Year              | —       |
| 2020 | Spank Bank Awards           | Nominada  | Prettiest Girl In Porn             | —       |
| 2020 | Spank Bank Awards           | Nominada  | Ravishing Redhead of the Year      | —       |
| 2020 | Spank Bank Awards Technical | Ganadora  | Dirtiest Little Mermaid            | —       |
| 2023 | Premios AVN                 | Nominada  | Aparición mainstream del año       | —       |